# Guerra gótica (535-554)
La guerra gótica entre el Imperio de Oriente (bizantino) durante el reinado del emperador Justiniano I y el reino ostrogodo de Italia tuvo lugar desde el 535 hasta el 554 en la península itálica, Dalmacia, Cerdeña, Sicilia y Córcega. Fue una de las últimas numerosas guerras góticas con el Imperio romano. La guerra tuvo sus raíces en la ambición del emperador oriental Justiniano I en recuperar las provincias perdidas del antiguo Imperio romano de Occidente, que los romanos habían perdido el siglo anterior a causa de las invasiones bárbaras (Período de las grandes migraciones).
La guerra continuó con la reconquista oriental de la provincia de África de los vándalos. Los historiadores comúnmente dividen la guerra en dos fases:
- Del 535 al 540: termina con la caída de la capital ostrogoda Ravena y con la aparente reconquista de Italia por parte de los bizantinos.
- Del 540/541 al 553: un resurgimiento gótico bajo Totila, suprimido solo después de una larga lucha por el general bizantino Narsés, quien también repelió una invasión franca y alamana en 554.

En el 554, Justiniano promulgó la Pragmática sanción que prescribía el nuevo gobierno de Italia. Varias ciudades en el norte de Italia resistieron contra los bizantinos hasta el año 562. Al final de la guerra, como consecuencia, Italia terminó devastada y despoblada. Los bizantinos se encontraron incapaces de resistir una invasión lombarda en el 568, que supuso que Constantinopla perdiera de manera definitiva el control de gran parte de la península italiana.

## Primera campaña bizantina, 535-540
La excusa de Justiniano para la guerra fue el exilio y el asesinato en 535 de Amalasunta, heredera de Teodorico, cuyos representantes habían firmado un pacto con Justiniano para permitir que las fuerzas imperiales utilizaran las bases sicilianas en su campaña contra los vándalos en África.
El general empleado para esta empresa fue Belisario, recientemente vencedor de los vándalos, quien ahora sería comisionado para atacar a los ostrogodos. 

### Conquista de Sicilia y Dalmacia

Mapa de las operaciones de los cinco primeros años de la guerra, mostrando la conquista bizantina de Italia bajo Belisario.

Belisario desembarcó en Sicilia, entre el África romana e Italia, cuya población estaba bien dispuesta hacia el Imperio. La isla fue capturada rápidamente, con la única resistencia decidida, en Panormus (Palermo), vencida a finales de diciembre. Belisario se preparó para cruzar a Italia y Teodato despachó enviados a Justiniano, proponiendo en un primer momento ceder Sicilia y reconocer su señorío, pero más tarde ceder toda Italia.
En marzo de 536 Mundus invadió Dalmacia y capturó su capital, Salona, pero un gran ejército godo llegó y el hijo de Mundus, Mauricius, murió en una escaramuza. Mundus infligió una dura derrota a los godos, pero fue mortalmente herido en la persecución. El ejército romano se retiró y, salvo Salona, Dalmacia fue abandonada a los godos. Alentado, Teodato encarceló a los embajadores bizantinos. Justiniano envió un nuevo magister militum per Illyricum, Constantinianus, para recuperar Dalmacia y ordenó a Belisario cruzar a Italia. Constantinianus llevó a cabo su tarea con rapidez.
El general godo Gripas abandonó Salona, que acababa de ocupar, debido al estado ruinoso de sus fortificaciones y a la postura prerromana de sus ciudadanos, retirándose hacia el norte. Constantiniano ocupó la ciudad y reconstruyó las murallas. Siete días más tarde, el ejército godo partió hacia Italia y a finales de junio toda Dalmacia estaba en manos romanas.

### Primer asedio de Roma

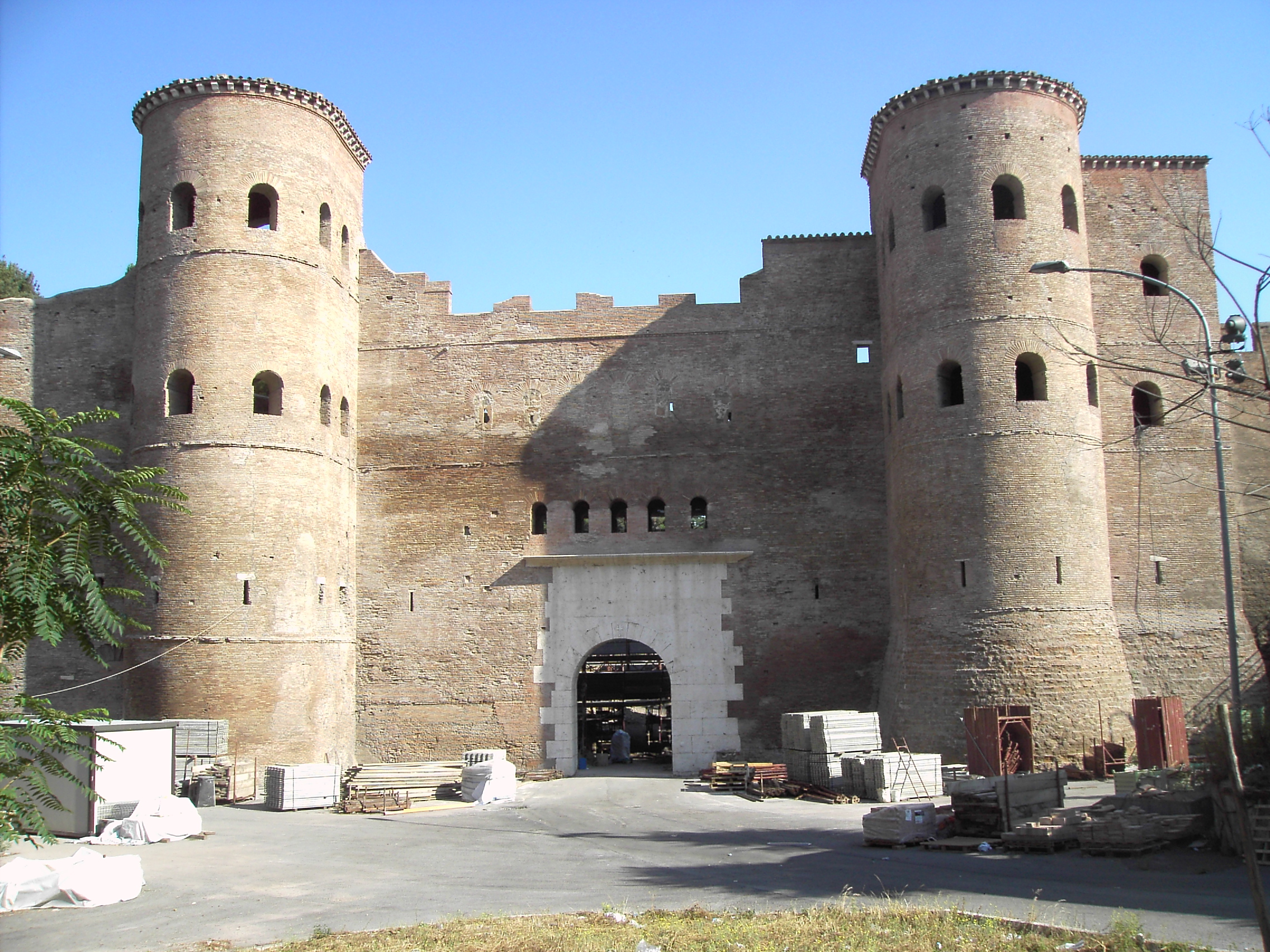
La Porta Asinaria, por la que el ejército romano oriental entró en Roma.

A finales de la primavera de 536 Belisario cruzó a Italia, donde capturó Rhegium y se dirigió hacia el norte. Neapolis (Nápoles) fue asediado durante tres semanas antes de que las tropas imperiales forzaran su entrada durante noviembre. El ejército romano, en su mayoría bárbaro, saqueó la ciudad. Belisario se dirigió al norte, hacia Roma, que, en vista del destino de Neápolis, no opuso resistencia; Belisario entró sin oposición en diciembre. La rapidez del avance bizantino tomó por sorpresa a los godos y la inactividad de Teodato los enfureció. Tras la caída de Neapolis fue depuesto y sustituido por Vitiges. Abandonó Roma para dirigirse a Rávena, donde se casó con la hija de Amalasuntha Matasuntha y comenzó a reunir sus fuerzas contra la invasión. Vitiges dirigió una gran fuerza contra Roma, donde se había quedado Belisario, que no tenía suficientes tropas para enfrentarse a los godos en campo abierto (apenas cinco mil hombres). El subsiguiente sitio de Roma, el primero de los tres de la Guerra Gótica, duró de marzo de 537 a marzo de 538. Hubo asaltos, enfrentamientos menores, una guerra de guerrillas, y varias acciones de gran envergadura, pero tras la llegada de 1.600 hunos y eslavos desde Constantinopla en abril de 537 y de 5.000 hombres en noviembre, los bizantinos tomaron la ofensiva y su caballería capturó varias ciudades en la retaguardia de los godos. La armada imperial cortó el suministro marítimo a los godos, agravando sus dificultades de abastecimiento, y amenazó a la población civil goda. Narsés tomó Ariminum (la actual Rímini), cerca de Rávena, obligó a Vitiges a abandonar el asedio y retirarse, mientras que el teniente de Belisario, Mundilas se desplazó hacia el norte para tomar Mediolanum (Milán).

### Asedio de Ariminum

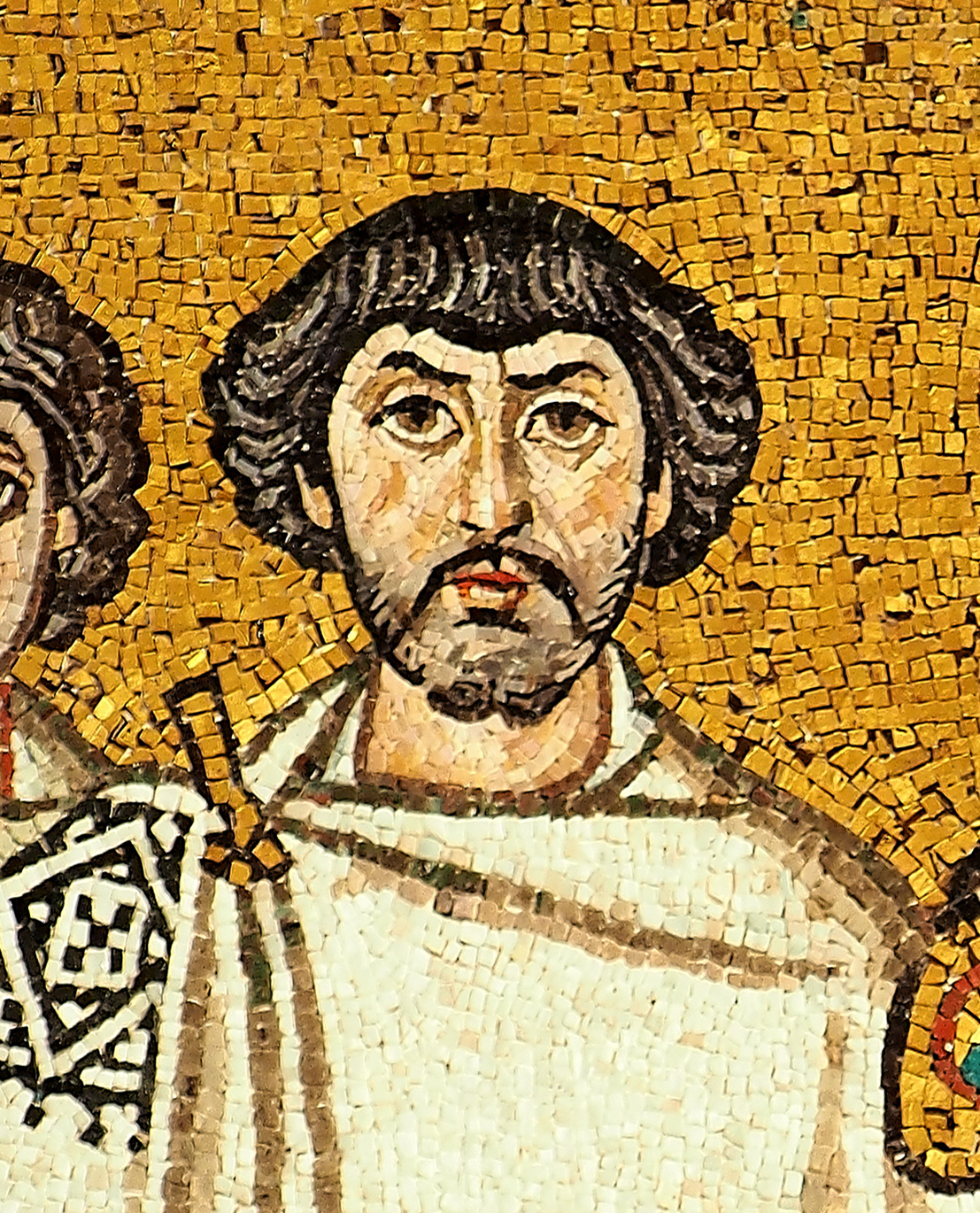
Belisario, principal general de Bizancio en la Guerra gótica.

Mientras Vitiges marchaba hacia el noreste, reforzó las guarniciones de ciudades y fortalezas a lo largo del camino para asegurar su retaguardia y luego se volvió hacia Ariminum. La fuerza romana de 2.000 jinetes que la ocupaba comprendía parte de la mejor caballería de Belisario; éste decidió sustituirla por una guarnición de infantería. Su comandante, Juan, se negó a obedecer las órdenes y permaneció en Ariminum. Poco después de la llegada de los godos, un asalto fracasó, pero la ciudad tenía pocos suministros con los que soportar un asedio. Una nueva fuerza de 2.000 hérulos foederati, bajo el mando del eunuco de origen armenio Narsés, llegó a Picenum. Belisario se reunió con Narses, que abogó por una expedición de socorro a Ariminum, mientras que Belisario favoreció un enfoque más cauteloso. La llegada de una carta de Juan, que ilustraba el peligro inmediato de la caída de la ciudad, resolvió la cuestión a favor de Narses.
Belisario dividió su ejército en tres, una fuerza marítima al mando de su capaz y confiado lugarteniente Ildiger, otra al mando del igualmente experimentado Martin que debía llegar desde el sur, y la fuerza principal al mando de él y Narses, que debía llegar desde el noroeste. Vitiges se enteró de que se acercaban y, ante la perspectiva de verse rodeado por fuerzas superiores, se retiró apresuradamente a Rávena.

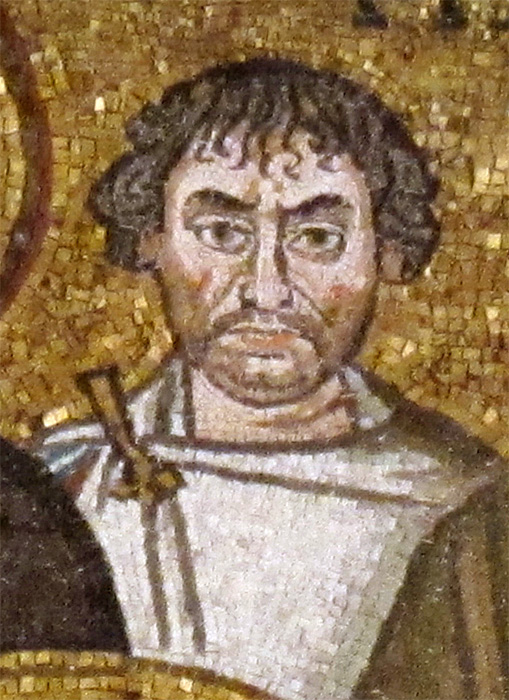
Narses, un destacado general de Bizancio.

La victoria incruenta en Ariminum fortaleció a Narses frente a Belisario, y muchos generales romanos, entre ellos Juan, le volvieron su lealtad. En el consejo posterior al relevo de Ariminum, Belisario se mostró partidario de reducir la fuerte guarnición goda de Auximum, la actual Osimo, en su retaguardia y aliviar el asedio de Mediolanum; Narses era partidario de un esfuerzo menos concentrado, incluyendo una campaña en Aemilia. Belisario no permitió que las cosas se enconaran y marchó con Narses y Juan contra Urbinum. Los dos ejércitos acamparon por separado y poco después, Narses, convencido de que la ciudad era inexpugnable y estaba bien abastecida, levantó el campamento y partió hacia Ariminum. Desde allí envió a Juan a Aemilia, que fue rápidamente sometida. Ayudada por la afortunada desecación del único manantial de Urbinum, la ciudad cayó poco después en manos de Belisario.

### Mediolanum
En abril de 538 Belisario, a petición de los representantes de Mediolanum (Milán), la segunda ciudad más poblada y rica de Italia después de Roma, había enviado una fuerza de 1.000 hombres al mando de Mundilas a la ciudad. Esta fuerza aseguró la ciudad y la mayor parte de Liguria, excepto Ticinum (Pavía), con facilidad. Vitiges pidió ayuda a los francos y una fuerza de 10.000 borgoñones cruzó inesperadamente los Alpes. Combinándose con los godos al mando de Uraias, sitiaron la ciudad. Mediolanum estaba mal abastecida y con poca guarnición; la ya pequeña fuerza romana había sido dispersada para guarnecer las ciudades y fortalezas vecinas. Una fuerza de socorro fue enviada por Belisario, pero sus comandantes, Martín y Uliaris, no hicieron ningún esfuerzo para ayudar a la ciudad sitiada. En su lugar, pidieron más refuerzos a las fuerzas de Juan y del magister militum per Illyricum Justin, que operaban en la cercana provincia de Aemilia.
Las disensiones en la cadena de mando romana agravaron la situación, ya que Juan y Justino se negaron a moverse sin órdenes de Narses. Juan cayó enfermo y los preparativos se interrumpieron. Los retrasos resultaron fatales para la ciudad, que, tras muchos meses de asedio, estaba al borde de la inanición. Los godos ofrecieron a Mundilas la garantía de que se perdonaría la vida a sus soldados si entregaba la ciudad, pero no se ofreció ninguna garantía para los civiles y Mundilas se negó. A finales de marzo de 539, sus hambrientos soldados le obligaron a aceptar las condiciones. La guarnición romana se salvó, pero los habitantes fueron masacrados y la ciudad arrasada.

### Invasión franca
Tras este desastre, Narses fue destituido y Belisario confirmado como comandante supremo con autoridad en toda Italia. Vitiges envió enviados a la corte del Persa, con la esperanza de persuadir a Khosrow I de que reabriera las hostilidades con los bizantinos para obligar a Justiniano a concentrar la mayoría de sus fuerzas, incluido Belisario, en el este y permitir que los godos se recuperaran. Belisario resolvió concluir la guerra tomando Rávena, pero tuvo que ocuparse primero de los bastiones godos de Auximum y Faesulae (Fiesole). Mientras Martín y Juan obstaculizaban al ejército godo al mando de Uraias, que intentaba cruzar el río Po, una parte del ejército al mando de Justino sitió Faesulae y Belisario emprendió el asedio de Auximum. Durante los asedios, un gran ejército franco al mando del rey Teudeberto I cruzó los Alpes y se encontró con los godos y los bizantinos acampados en las dos orillas del Po. Atacaron a los godos que, creyendo que habían venido como aliados, fueron rápidamente derrotados. Los bizantinos, igualmente asombrados, también presentaron batalla, fueron derrotados y se retiraron hacia el sur, a Toscana. La invasión franca fue derrotada por un brote de disentería, que causó grandes pérdidas y obligó a los francos a retirarse. Belisario se concentró en las ciudades sitiadas, y ambas guarniciones se vieron obligadas por el hambre a capitular en octubre o noviembre de 539.

### Captura de Rávena

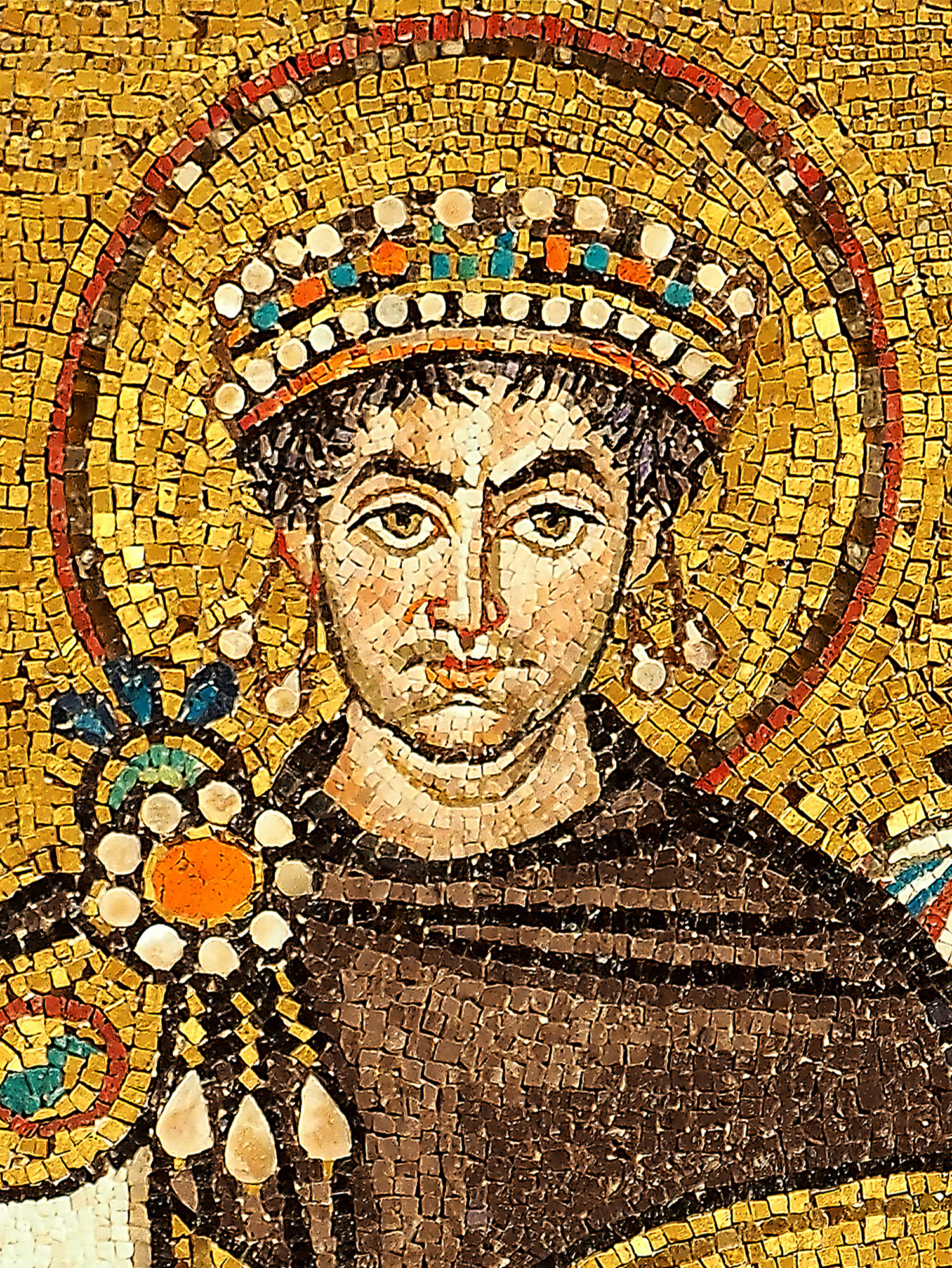
Justiniano

Las tropas de Dalmacia reforzaron a Belisario y éste avanzó contra Rávena. Los destacamentos se desplazaron al norte del Po y la flota imperial patrulló el Adriático, aislando a la ciudad de los suministros. Dentro de la capital goda, Vitiges recibió una embajada franca en busca de una alianza, pero tras los sucesos del verano anterior no se fiaba de las ofertas francas. Poco después llegó una embajada de Constantinopla, con unas condiciones sorprendentemente indulgentes por parte de Justiniano. Ansioso por terminar la guerra y concentrarse contra la inminente guerra persa, el emperador ofreció un reparto de Italia: las tierras al sur del Po quedarían para el Imperio y las del norte del río para los godos. Los godos aceptaron de buen grado las condiciones, pero Belisario, considerando que se trataba de una traición a todo lo que se había esforzado por conseguir, se negó a firmar, a pesar de que sus generales no estaban de acuerdo con él.
Descorazonados, los godos ofrecieron a Belisario, a quien respetaban, el cargo de emperador de Occidente. Belisario no tenía intención de aceptar el cargo, pero vio cómo podía utilizar esta situación en su beneficio y fingió aceptar. En mayo de 540 Belisario y su ejército entraron en Rávena; la ciudad no fue saqueada, mientras que los godos fueron bien tratados y se les permitió conservar sus propiedades. Tras la rendición de Rávena, varias guarniciones godas al norte del Po se rindieron. Otras permanecieron en manos godas, entre ellas Ticinum, donde estaba Uraias, y Verona, en manos de Ildibad. Poco después, Belisario zarpó hacia Constantinopla, donde se le negó el honor de un triunfo. Vitiges fue nombrado patricio y enviado a un cómodo retiro, mientras que los godos cautivos fueron enviados a reforzar los ejércitos orientales.

## Segunda campaña
En 541 los ostrogodos aclamaron a Totila como su nuevo líder, habiendo asesinado a su antecesor que había abierto negociaciones con el Imperio. Cuando la Peste de Justiniano devastó el Imperio romano de Oriente, Totila montó una vigorosa y exitosa campaña contra los romanos orientales, recuperando toda Italia septentrional e incluso llevando a los bizantinos fuera de Roma, después de un segundo largo sitio a la ciudad (547-549).
Belisario volvió a Italia en 544, donde encontró que la situación había cambiado mucho. Logró recuperar Roma brevemente, pero su campaña italiana fracasó rotundamente, debido en buena medida a su falta de suministros y refuerzos por parte de un celoso Justiniano, si adoptamos el punto de vista de Procopio (secretario personal de Belisario). En 548, Justiniano lo relevó de nuevo a favor de Narsés, quien pudo llevar la campaña a una conclusión exitosa. Por su parte, Belisario se retiró.

## Tercera campaña
En la tercera campaña, Roma fue sitiada una tercera vez y capturada por Totila, cuyas ofertas de paz fueron rechazadas por Justiniano. Una nueva campaña italiana fue organizada bajo las órdenes del sobrino de Justiniano, Germano Justino, mientras Liberio atacó a los visigodos en Hispania. Con la muerte de Germano en el 551, Narsés fue sobre Totila, derrotándole y acabando con él en la batalla de Tagina. Los godos mantenían capitulada Roma y en la batalla de Mons Lactarius, en octubre del 553, Narses derrotó a Teya y los últimos restos del ejército godo en Italia.

## Resultado general
La victoria pírrica de la guerra gótica absorbió los recursos del Imperio bizantino, que habrían sido mucho más necesarios para emplearse en contra de amenazas más inmediatas en el Este. En Italia, la guerra devastó la sociedad urbana, que era sostenida por las tierras interiores rurales. Grandes ciudades romanas y aliadas serían abandonadas, e Italia caería en un largo período de estancamiento. El empobrecimiento de Italia y la escasez de recursos en el Imperio hizo imposible para los romanos orientales conservar Italia. La destrucción económica de Italia fue tan completa, que tomó varios siglos para que las comunas pudieran recuperarse.
Los triunfos imperiales fueron fugaces: solo tres años después de la muerte de Justiniano, los territorios italianos continentales cayeron en manos de un pueblo germánico menos civilizado, los lombardos, quedando del exarcado de Rávena una banda de territorio que se extendía a través de Italia central hasta el mar Tirreno y al sur hasta Nápoles, junto con la Italia meridional, como único bastión imperial. Justiniano logró también conservar fuera de Italia un dominio imperial sobre la España meridional, pero también sería conquistado por tribus germánicas unas pocas décadas más tarde.
Después de la guerra gótica, el Imperio no albergaría expectativas más serias en el Oeste. Roma en sí misma quedaría bajo control imperial hasta que el exarcado de Rávena finalmente fuera abolido por los lombardos en el 751. Italia meridional quedaría bajo el control del Imperio romano de Oriente (administrada directamente por Constantinopla) hasta el tardío siglo XI.